# Говард, Чарльз, 10-й граф Карлайл
Чарльз Говард, 10-й граф Карлайл (англ. Charles Howard, 10th Earl of Carlisle; 1867—1912) — британский политик.

## Ранняя жизнь
Говард был старшим сыном Джорджа Говарда, 9-го графа Карлайла и Розалинды Фрэнсис. Его младшим братом был Джеффри Говард, член парламента. После смерти матери в 1921 году его старшая сестра, леди Мэри (жена Гилберта Мюррея) унаследовала замок Касл-Ховард, который был позже унаследован Джеффри после её смерти.
Получил образование Баллиол-колледже в Оксфорде.

## Карьера
Говард вступил в британскую армию и прежде чем ушёл в отставку из действующей армии получил звание капитана в 3-м пограничном полку. Затем граф был назначен капитаном 5-го батальона полиции 7 апреля 1897 года. Батальон создан для службы во Второй англо-бурской войне, куда и был переброшен. Говард вернулся из Южной Африки в сентябре 1902 года.
В 1904 году Говард был избран в Палату общин от южного Бирмингема, это место он занимал до 1911 года; после смерти отца унаследовал титул графа Кралайла и вошёл в Палату лордов.

## Личная жизнь
17 апреля 1894 года лорд Карлайл женился на Роде Анкарет, дочери полковника Пейджета Уолтера Л’Эстрейнджа. У них было четверо детей:
- Джордж Джослин Говард, 11-й граф Карлайл (1895—1963)
- Констанс Ховард (1897—1964)
- Анкарет Сесилия Кэролайн Ховард (1900—1945)[5]
- Элизабет Ховард (1903—1969)

Граф Карлайл умер 20 января 1912 года в возрасте 44 лет и был похоронен монастыре Ланеркост. Леди Карлайл пережила его на 45 лет и умерла в декабре 1957 года в возрасте 90 лет.